# Панинский район (Автономная область немцев Поволжья)
Панинский  райо́н — административно-территориальная единица в Автономной области немцев Повольжья, существовавшая в 1921-1922 годах.

Административный центр —  село Шенхен (Панинское), с 15 февраля 1922 г. Унтервальден.
Население Панинского райо́на в 1922 г.
(по данным Облстатуправления на 1 января):
| Название населенного пункта. | Число жителей |
| ---------------------------- | ------------- |
| 1. Шафгаузен                 | 2572          |
| 2. Гларус                    | 2023          |
| 3. Баратаевка                | 2759          |
| 4. Базель                    | 2998          |
| 5. Цюрих                     | 2671          |
| 6. Золотурн                  | 1972          |
| 7. Панинское                 | 1155          |
| 8. Цуг                       | 1958          |
| 9. Люцерн                    | 3023          |
| 10. Унтервальден             | 2021          |
| 11. Сусанненталь             | 1151          |
| 12. Баскаковка               | 1732          |
| 13. Рязановка                | 1649          |
| 14. Брокгаузен               | 780           |
| 15. Гоккерберг               | 918           |
| ИТОГО по району              | 29 382        |

В  1922 г. Панинский район был объединен с Марксштадским районом и преобразован в Марксштадский кантон.